# پنج دهره
پنج دهره (به انگلیسی: Punjdehra) یک روستا در پاکستان است که در پنجاب واقع شده‌است.